# Точкове зварювання

Анімована схематична діаграма контактного точкового зварювання

Точко́ве зва́рювання або точко́ве конта́ктне зва́рювання — контактне зварювання напусткових з'єднань заготовок точковими швами, під час якого нагрівання та плавлення з'єднуваних поверхонь відбуваються у межах точкового контакту між (під) електродами, що підводять електроенергію та здійснюють тиск.

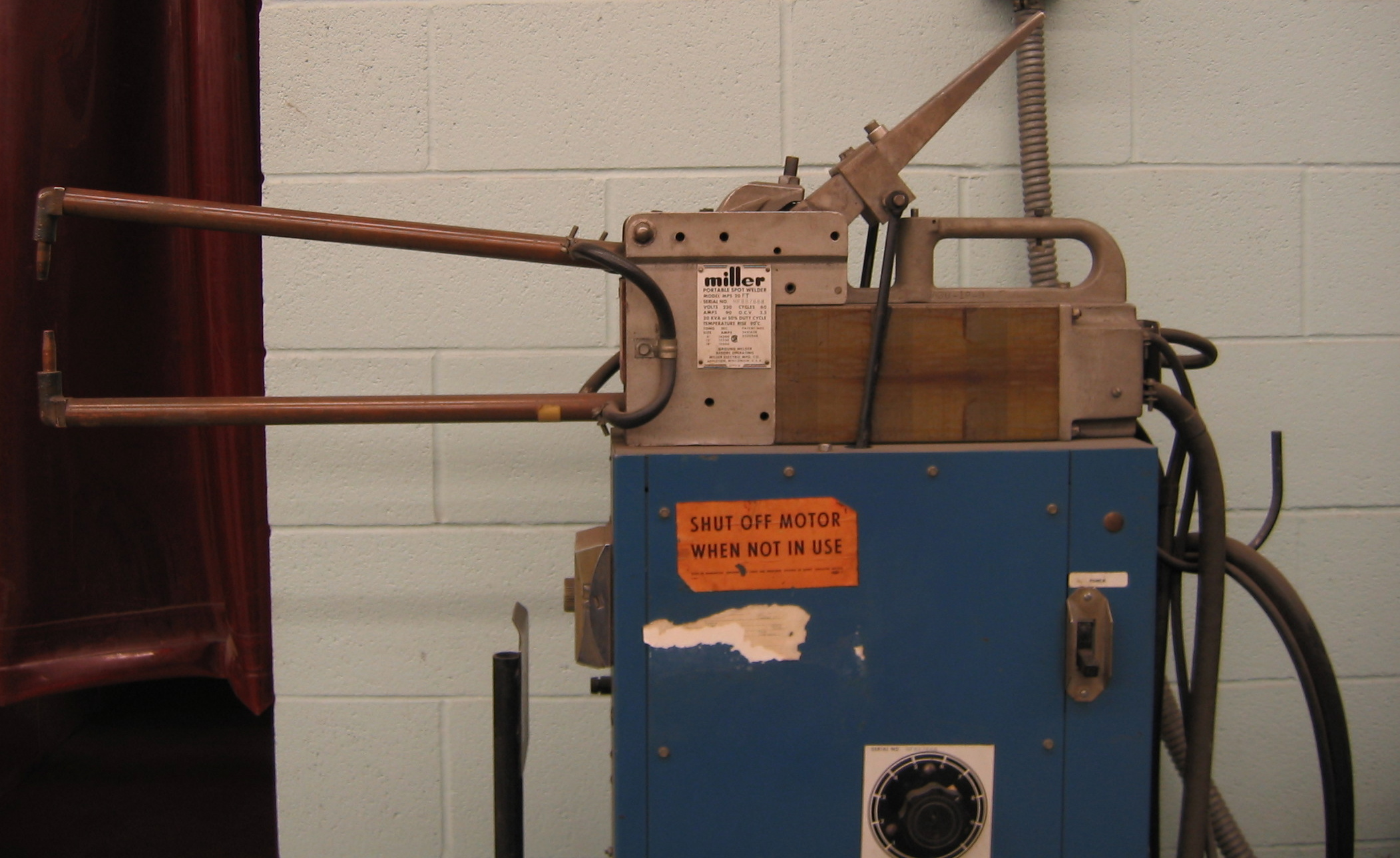
Апарат точкового зварювання

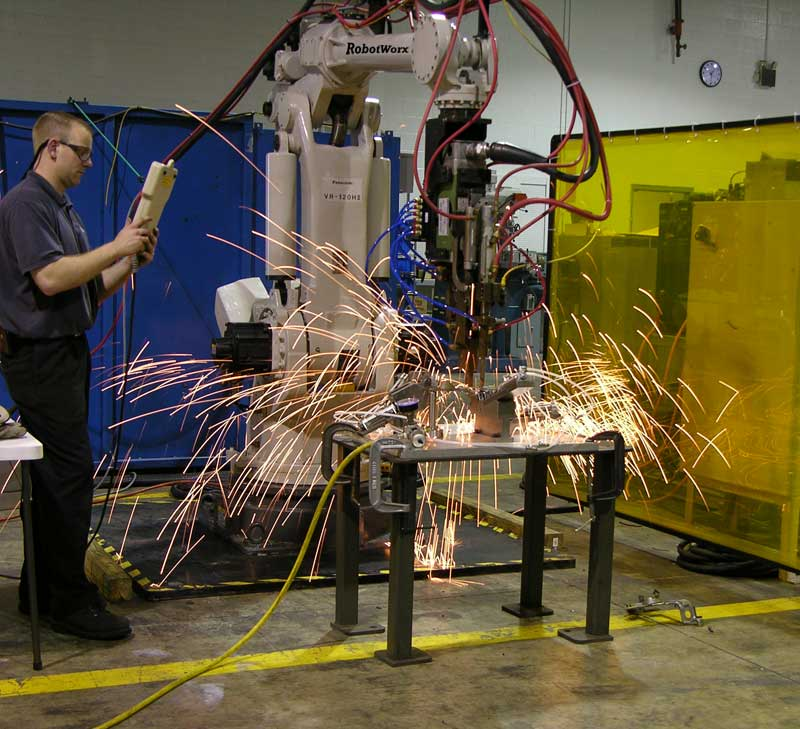
Робот точкового зварювання

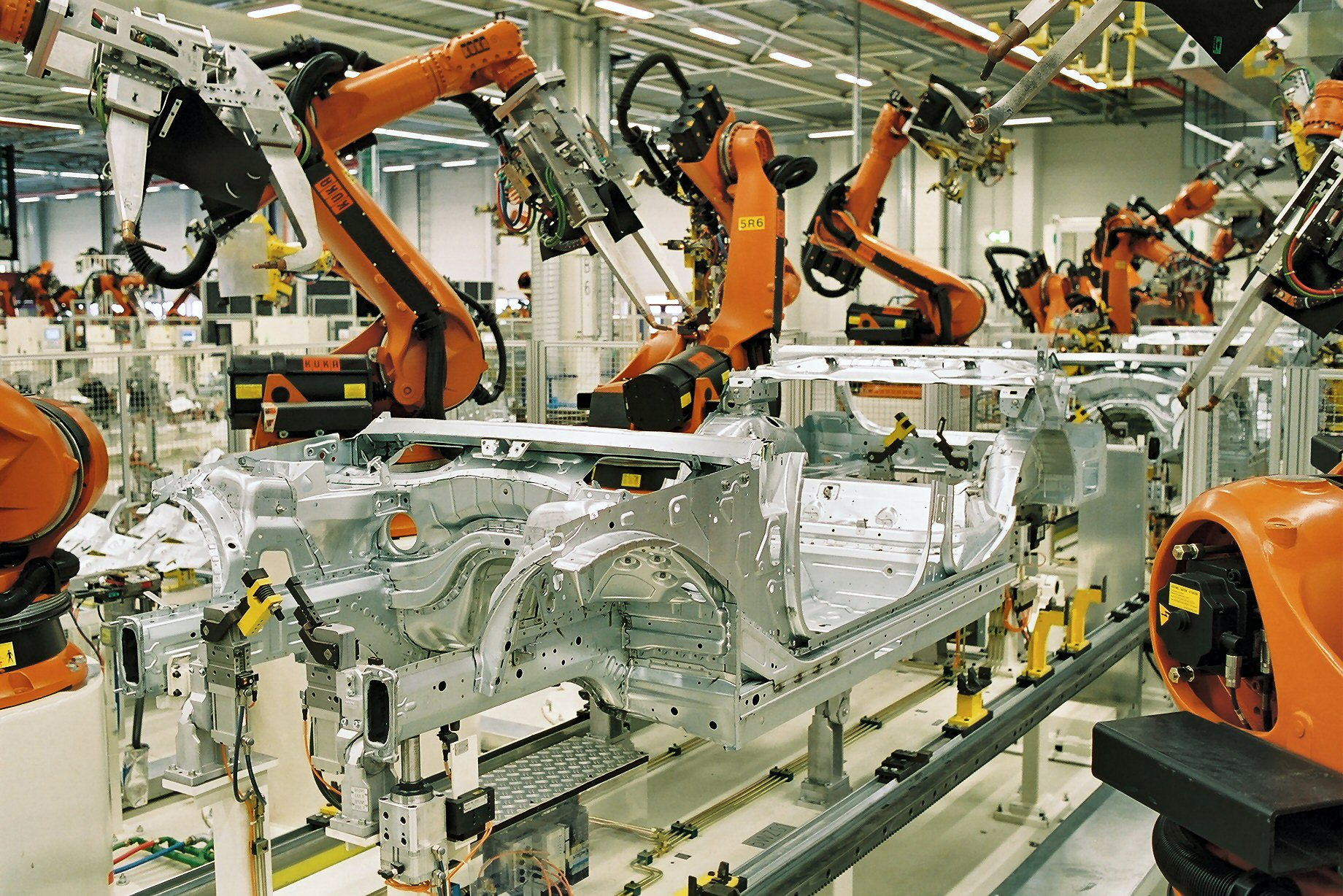
Завод BMW у Лейпцигу: точкове зварювання кузовів автомобілів BMW 3 серії промисловими зварювальними роботами KUKA

## Основні принципи
Цей вид зварювання застосовується у декількох варіантах залежно від конструкції виробів. Для отримання зварювальної точки деталі поміщають між електродами. При натисканні на педаль верхній хобот машини опускається і затискує деталі. Через певний час, необхідний для створення щільного контакту між деталями, вмикається зварювальний струм, який доводить метал між електродами до часткового розплавлення, а зону, що прилягає до ядра, — до пластичного стану. Після кристалізації розплавленого ядра тиск знімається.
Електроди повинні мати високу електро- та теплопровідність і зберігати необхідну міцність до 400 °C. Їх частково виготовляють із порожнинами з холодновальцьованої електролітичної міді та сплавів на її основі. Під час зварювання електроди охолоджують.
Точкове зварювання — різновид контактного зварювання, при якій заготовки з'єднуються в окремих точках. При точковому зварюванні заготовки складають внапуск і затискають між електродами, що підводять струм до місця зварювання. Поверхні зварюваних заготовок що стикаються з мідним електродами нагріваються повільніше їхніх внутрішніх шарів. Нагрівання триває до пластичного стану зовнішніх шарів і до розплавлення внутрішніх шарів. Потім вимикають струм і знімають тиск. У результаті утворюється лита зварна точка.

## Класифікація методів контактного зварювання
Точкове зварювання залежно від розташування електродів по відношенню до зварюваних заготівлях може бути двосторонній і односторонній.
Багатоточкове контактне зварювання — різновид точкового контактного зварювання, коли за один цикл зварюються декілька точок. Багатоточкове зварювання виконують за принципом однобічного точкового зварювання. Багатоточкові машини можуть мати від однієї пари до 100 пар електродів, відповідно зварювати від 2 до 200 точок одночасно. Багатоточковим зварюванням зварюють одночасно або послідовно. У першому випадку усі електроди відразу притискають до виробу, що забезпечує менше викривлення і велику точність складання. Струм розподіляється між притиснутими електродами спеціальним струморозподільником, що включає електроди попарно. У другому випадку пари електродів опускають по черзі або одночасно, а струм підключають по черзі до кожної пари електродів від зварювального трансформатора.

## Застосування
Багатоточкове зварювання застосовують в основному в масовому виробництві, де потрібна велика кількість зварних точок на заготовці.